# Pseudoxyrhophiinae
Pseudoxyrhophiinae — підродина змій з родини Lamprophiidae. Має 23 роди та 85 видів.

## Опис
Загальна довжина представників цієї підродини коливається від 70 см до 1,5 м. Голова у більшості родів витягнута, дещо стиснута з боків. Є види з широкими головами. Тулуб стрункий, вузький. Забарвлення сіре, коричневе, жовтувате, буре, оливкове. У низки видів на спині присутні плями різного розміру. Здебільшого Pseudoxyrhophiinae забарвленні однотонно. Черево зазвичай світліше за спину.

## Спосіб життя
Полюбляють тропічні ліси, узбережжя водойм, скелясту та кам'янисту місцину. Більшість активні вночі або у присмерку. Гарно лазають. Живуть як на землі, так і на деревах. Харчуються хамелеонами та іншими ящірками, гризунами.
Це здебільшого яйцекладні змії.

## Розповсюдження
Мешкають у більшості на о. Мадагаскар. Зустрічаються на Коморських островах, у південній та південно-східній Африці. Окремий вид присутній на о. Сокотра (Ємен).

## Роди
- Alluaudina
- Amplorhinus
- Bothrolycus
- Brygophis
- Compsophis
- Ditypophis
- Dromicodryas
- Duberria
- Exallodontophis
- Heteroliodon
- Ithycyphus
- Langaha
- Leioheterodon
- Liophidium
- Liopholidophis
- Lycodryas
- Madagascarophis
- Micropisthodon
- Pararhadinaea
- Parastenophis
- Phisalixella
- Pseudoxyrhopus
- Thamnosophis